# Усний переклад
Усний переклад є видом перекладу, при якому синхроніст має перекладати з мови, яку він сприймає на слух.
Існує два загальних методи усного перекладу — синхронний, при якому переклад ведеться одночасно з мовою джерела, та послідовний, при якому переклад робиться в паузах у мовленні.
Усний переклад з'явився ще до появи письма, проте професія усного перекладача з'явилася менше ста років тому.

## Етимологія
У більшості індоєвропейських мов є визначення для усного перекладу та перекладачів. У германських, скандинавських та слов'янських мовах коріння таких визначень ведуть аж до аккадської мови, приблизно 1900 рік до н. е. Корінь аккадського targumânu/turgumânu сприяв появі такого терміну як dragoman, тобто, перекладач через етимологічну лінію з арабської мови. Англійське слово «interpreter» походить від латинського слова «interpres», що означає «особа, яка пояснює незрозуміле», але семантика слова досі чітко не відома. Деякі вчені вважають, що друга частина слова походить від «partes» або «pretium», що означає «ціна», що, своєю чергою, підходило до значення слова «посередник». Проте, інші вважають, що слово має корені з санскриту.

## Види перекладу

### Синхронний переклад
Станція перекладачів-синхроністів (Телевізійна конференція) в Європейському суді
При синхронному перекладі найбільшою проблемою перекладача є темп, в якому він має працювати, проте такий вид перекладу заощаджує час і не перебиває розповідь оратора. Переклад експромтом є формою такого перекладу, при якому синхроніст має виконувати свою роботу без попереднього вивчення тексту. Під час судового процесу у Нюрнберзі в 1945 році було вперше використано електронне обладнання для перекладачів синхроністів, за допомогою якого вони чули голос оратора і свій власний. Переклад здійснювався на французькій, російській, німецькій та англійській мовах. Після успішного використання, компанія IBM продала обладнання ООН. Для забезпечення ідеальних умов роботи, перекладачі-синхроністи сидять в спеціальних звуконепроникних кабінах, в яких вони мають змогу бачити та чути оратора, і через мікрофон перекладати для цільової аудиторії, яка, своєю чергою, чує всю інформацію через навушники.
Синхронний переклад експромтом із використанням електрообладнання на велику аудиторію вперше було представлено і застосовано на Нюрнберзькому процесі 1945—1946 років на чотирьох офіційних мовах. Дана технологія розроблялася в 1920—1930 роках американським бізнесменом Едвардом Філеном та британським інженером Аланом Гордоном Фінлі з компанією IBM.

### Послідовний переклад
При послідовному перекладі оратор має робити паузи у своєму виступі, щоб дозволити перекладачу виконувати свою роботу. При цьому, затрачений час може збільшитися навіть удвічі. Зазвичай перекладач знаходиться поруч з оратором.
Для комфортної роботи перекладача, виступ може ділитися на короткі або довгі сегменти. Якщо сегменти короткі, то переклад робиться по пам'яті, в той час, як при довгих перекладачі конспектують повідомлення мовця. Записи мають бути чіткими та розбірливими аби не витрачати зайвий час на їхнє читання. На відміну від коротких частин, переклад повного повідомлення дає перекладачу повну картину і дозволяє передати інформацію більш чітко та точно. Довжина сегментів узгоджується в залежності від складності теми та мети матеріалу, через це оратор може бути змушений використовувати неприродні мовленнєві конструкції. У залежності від ситуації, від послідовного перекладача може вимагатися переклад документів. Такий переклад уже написаного тексту являє собою комбінацію усного та звичайного перекладу, бо синхроніст має перекладати документ одночасно редагуючи його на мову перекладу. Така практика зазвичай відбувається в судових та медичних установах. Послідовний переклад також вибирають, якщо присутні двомовні слухачі, які хочуть чути і оригінал, і мову перекладу, або, як, наприклад, на судових засіданнях, має вестися запис обох мов. У випадках, коли відсутній синхроніст, який міг би відразу перекласти з джерела на мову перекладу, застосовують метод «естафети», коли один синхроніст перекладає, наприклад, з грецької на англійську, а другий — з англійської на іншу. Таке явище також називають подвійним перекладом. Якщо вводяться якісь рідкісні мови, або діалекти, то може знадобитися навіть потрійний переклад. Через складність таких ситуацій, для ефективності і чіткості використовують послідовний переклад.

### Нашіптування
Нашіптування пішло з незапам'ятних часів від французького терміну «chuchotage». При такому способі перекладач говорить тихо, аби не перебивати оратора та не заважати слухачам. При цьому, синхроніст та людина, яка потребує перекладу, має знаходитися близько один до одного. Також голос синхроніста має бути достатньо тихим і водночас розбірливим. У разі відсутності спеціального обладнання, максимум дві особи можуть бути задіяні. Нашіптування тримає перекладача-синхроніста в постійній напрузі, оскільки він має нахилятися до особи, яка потребує перекладу.